# Blackberry Way
Blackberry Way è una canzone della band britannica The Move, pubblicata come singolo nel novembre del 1968.
Scritta da Roy Wood e prodotta da Jimmy Miller, si tratta di uno dei primi chiari esempi di psichedelia in musica. È diventato il singolo di maggior successo dei Move, raggiungendo il primo posto della Official Singles Chart nel febbraio del 1969. Richard Tandy, che in seguito si unirà come tastierista alla successiva band di Roy Wood, la Electric Light Orchestra (ELO), suona il clavicembalo in Blackberry Way. La canzone è stata fortemente ispirata da Penny Lane dei Beatles, a cui viene considerata una risposta, insieme ossequiosa e sbeffeggiante.
Il brano è stato negli anni reinterpretato da numerosi artisti in tutto il mondo; particolarmente nota in Italia è la versione registrata dall'Equipe 84 in lingua italiana (su testo adattato da Mogol) con il titolo di Tutta mia la città nel 1969. La versione dell'Equipe 84 ha raggiunto il primo posto in classifica in Italia. Nel 2007 Giuliano Palma & the Bluebeaters ne hanno inciso una versione inclusa nell'album Boogaloo.

## Tracce
7" Regal Zonophone RZ-3015
1. Blackberry Way – 3:38 (Roy Wood)
2. Something – 3:44 (David Raymond Scott-Morgan)

## Classifiche
| Classifica (1969) | Posizione massima |
| ----------------- | ----------------- |
| Austria           | 14                |
| Belgio (Fiandre)  | 13                |
| Germania          | 7                 |
| Italia            | 19                |
| Norvegia          | 3                 |
| Paesi Bassi       | 14                |
| Regno Unito       | 1                 |

## Versione degli Equipe 84
È stata incisa nel 1969 con il testo in italiano di Mogol; il testo è un libero adattamento che rispetta lo spirito del brano originale. 
L'Equipe 84 con questo brano partecipò al Cantagiro 1969, riscuotendo un notevole successo; il brano raggiunse la vetta della hit parade italiana.

## Versione dei Gotthard
La rock band svizzera Gotthard ha registrato una propria versione della canzone per il suo terzo album in studio Open nel 1999. È stata pubblicata come secondo singolo estratto dall'album.